# Élisabeth Françoise Armide de Rochechouart
Élisabeth Françoise Armide de Rochechouart (* Anfang 1757; † 10. Mai 1805 in Cherson (Russisches Kaiserreich, heute Ukraine)), war eine französische Adlige und Tochter eines zu ihrer Zeit berühmten Schriftstellers, die durch ihre gegenrevolutionären Aktionen bekannt wurde, vor allem durch ihren Versuch, die Flucht der Königin Marie Antoinette zu organisieren.

## Leben

### Familie und Erziehung
Élisabeth Françoise Armide Durey de Morsan (auch d'Arnoncourt genannt) ist die Tochter von Anne Geneviève Françoise d'Albignac de Castelnau und dem Schriftsteller Joseph Marie Durey de Morsan (* 13. August 1717; † nach 14. Juli 1795), Freund von Jean-Jacques Rousseau und Schützling von Voltaire.
Väterlicherseits ist sie die Nichte von Louise Bernarde Durey (1716–1775), der Ehefrau des Intendanten der Generalité von Paris Louis Jean Bertier de Sauvigny (1709–1788). Durch ihre Mutter ist sie auch die Nichte von Philippe-François d’Albignac de Castelnau (1742–1814), der 1784 Bischof von Angoulême und 1789 Abgeordneter in den Generalständen wurde.
Am 13. Juli 1775 heiratete sie im Alter von 18 Jahren Louis-Pierre Jules César de Rochechouart (* 12. Februar 1755; † 3. November 1801), Seigneur de Montigny. Sie brachte ihm eine Million als Mitgift und eine Rente von 50.000 Livres ein. Die Ehe wurde 1797 geschieden.
Ihre Kinder sind (nach Angaben ihres jüngsten Sohnes):
- Victor (* 1776; † 1802 in Port-au-Prince)[9][10]
- Philippe (* 1779; † 1791)[11]
- Louis (* 1782; X 1814 in der Schlacht bei Brienne)[12]
- Cornélie (* 1784; † 1794)
- Louis Victor Léon (* 1788; † 1858), russischer und französischer General, Militärgouverneur von Paris; ⚭ 1821 Élisabeth Ouvrard (* 1796; † 1857), Tochter von Gabriel-Julien Ouvrard und Élisabeth Thébaud

### Gegenrevolutionärin
Die intelligente, originelle und skandalöse Élisabeth Françoise Armide de Rochechouart, versuchte, nachdem sie bei Hof eingeführt worden war, sich der Königin Marie-Antoinette anzunähern, was ihr jedoch nicht wirklich gelang, obwohl sie die Freundin der Duchesse de Polignac (1749–1793) wurde.
Während der Revolution, vor allem, nachdem die königliche Familie am 10. August 1792 im Temple inhaftiert worden war, beteiligte sich Madame de Rochechouart an verschiedenen gegenrevolutionären Projekten. Sie sammelte Geld, um für den Revolutionsgeneral Francisco de Miranda (1750–1816), der 1793 wegen Komplizenschaft mit dem (aus jakobinischer Sicht) Hochverräter Charles-François Dumouriez (1739–1823), vor dem Revolutionstribunal angeklagt war, einen Freispruch zu erreichen.
Etwa zur gleichen Zeit versuchte sie, Marie Antoinette zur Flucht zu bewegen, wobei sie sich laut den Diplomaten Ludwig von Starhemberg, österreichischer Botschafter in London (1793–1810), und Florimond Claude von Mercy-Argenteau, österreichischer Botschafter in Paris (1766–1790) auf den Journalisten Jacques-René Hébert (* 1757) stützte, Herausgeber der revolutionären Zeitschrift Le père Duchesne, den sie in Passy sah, wenn er zu seinen Freunden, dem niederländischen Bankier Jan Jakob Beaune (* 1749) und dessen Ehefrau Bertha Winter, oder zu Jean Conrad de Kock (* 1755), einem niederländischen Anwalt und Bankier, der mit William Pitt dem Jüngeren verbunden war, ging. Im Frühjahr 1793 stand das Vorhaben, an dem sie beteiligt war und in das mehrere Hébertisten verwickelt waren, kurz vor dem Abschluss, doch Marie Antoinette machte deutlich, dass sie ihre Kinder nicht zurücklassen könne. So wurde die Flucht mehrmals verschoben, während das Kommen und Gehen der Beteiligten den Verdacht der Behörden erregte: Hébert, Beaune und de Kock wurden am 14. Februar bzw. 24. März 1794 guillotiniert.
Madame de Rochechouart wird häufig in den Denunziationen des Informanten Louis-François de Ferrières-Sauveboeuf erwähnt, der ihren Ehemann kannte, der sich damals in das Schloss Montpipeau in Huisseau-sur-Mauves im Département Loire zurückgezogen hatte.

### Exil
Im Zuge der Ermittlungen gegen die Hebertisten wurde auch gegen Madame de Rochechouart Haftbefehl erlassen. Als die Gendarmen in ihrem Haus in Passy auftauchten, war sie jedoch abwesend, wurde im letzten Moment von ihrem erst zwölfjährigen Sohn Victor gewarnt und konnte so dem sicheren Tod entgehen: sie floh mit ihren beiden verbliebenen Söhnen nach Caen. Ihre Tochter Cornélie ließ sie in einer Pension in Passy zurück, sie sollte später zu ihrer Großmutter Françoise d’Albignac gebracht werden, was aber misslang, als die Leiterin der Pension selbst denunziert und verhaftet, später verurteilt und guillotiniert wurde: das zehnjährige Mädchen wurde auf die Straße gesetzt und irrte nun, auf sich allein gestellt, zwei Tage durch die Stadt, bevor sie vor Schwäche in einen Graben fiel; zwar wurde sie aus dem Graben gezogen und zu ihrer Großmutter gebracht, starb dann aber innerhalb von weiteren zwei Tagen.
Madame de Rochechouart ließ sie ihre beiden Söhne in Caen zurück, als sie erneut verhaftet werden sollte, und floh nach England, von wo sie erst 1796 zurückkehrte, um mit ihnen in die Schweiz weiterzureisen. Sie hatte jedoch so viele Angelegenheiten zu regeln (in dieser Zeit wurde ihre Ehe geschieden), dass sie ihre Söhne im Voraus abreisen ließ, selbst stattdessen nach England reiste und in der Folge die Schweiz nie erreichte. Erst als im März 1798 französische Truppen in die Schweiz einmarschierten, veranlasste Madame de Rochechouart von London aus, dass ihre Söhne im Mai 1798 nach Paris kamen, wo sie sie nach mehr als zwei Jahren zu ersten Mal wiedertraf. Wenig später reiste sie mit ihnen über Antwerpen, Rotterdam und Dover nach London, wo sie am 5. Juli eintrafen.
Dort war sie aufgrund ihrer royalistischen Ansichten zuvor bereits von William Cavendish-Bentinck, Herzog von Portland, angeworben worden. Sie erhielt von der britischen Regierung den Auftrag, einen geheimen Briefwechsel von Paris aus zu übernehmen, man stellte ihr auch Geld zur Verfügung – beendete das Unternehmen dann aber, als der Verdacht lanciert wurde, sie arbeite mit Talleyrand zusammen, der am 15. Juli 1797 französischer Außenminister geworden war, und forderte sie auf England zu verlassen.
Im Dezember 1798 verließ Madame de Rochechouart mit ihren Söhnen London, segelte nach Cuxhaven, wo sie bis März 1799 blieben, bevor sie nach Altona weiterreisten. Sie gab ihren Kampf nicht auf, richtete ihn jetzt auch gegen die britische Regierung, und gab dafür so viel Geld aus, dass ihre Ressourcen sich erschöpften und sie darauf angewiesen war, für ihren Lebensunterhalt zu arbeiten: sie fertigte kleine Fächer, Taschen und Schachteln in allen Größen an, ihre Söhne übernahmen das Konfektionieren, stellten Strohhüte für Damen her, der jüngste zudem den Vertrieb in Altona und Hamburg.
Im gleichen Jahr beschloss Louis Victor Léon, sich in der Armee der Emigranten dem Regiment seines Verwandten Victurnien Jean-Baptiste de Rochechouart, Herzog von Mortemart, anzuschließen, das nach Portugal gehen sollte. Die Abreise erfolgte am 1. August 1800.

### Letzte Jahre
Mitte 1802, als Louis Victor Léon aus Portugal nach Paris zurückkehrte, war sein Vater gestorben (3. November 1801) und sein ältester Bruder Victor auf Haïti dem Gelbfieder erlegen (März 1802). Madame de Rochechouart und ihr Sohn Louis zogen in dieser Zeit nach Odessa um, wo Louis Leutnant im Generalstab des Gouverneurs (seit 1803) Armand Emmanuel du Plesis, Duc de Richelieu (1766–1822) wurde.
1804 gelang es Louis, Kontakt zu seinem jüngeren Bruder aufzunehmen, der daraufhin am 14. September Paris mit Ziel Odessa verließ. Er reiste über Mailand, Venedig, Wien und Krakau nach Lemberg. Seine Mutter hielt sich zu dieser Zeit in Kamieniec (Podolien im Russischen Kaiserreich) bei der Princesse de Nassau auf. Eine Woche später kam es dann zum Wiedersehen von Mutter und Sohn auf einem Schloss der Prinzessin bei Lemberg, von wo aus sie wenige Tage später gemeinsam nach Tynna in Podolien (ebenfalls ein Besitz der Prinzessin) weiterreisten, wo sie das Ende des Winters abwarteten. Als die Schneeschmelze einsetzte, brachen Mutter und Sohn nach Odessa auf, wo sich ihre Wege wieder trennten: Madame de Rochechouart reiste nach Cherson, um zwei Güter am südlichen Ufer des Dnjepr zu übernehmen, die ihr die Prinzessin zur Verwaltung überlassen hatte.
Als der Duc de Richelieu am 27. April 1805 aus Sankt Petersburg nach Odessa zurückkehrte, wurde Louis Victor Léon de Rochechouart ihm vorgestellt, was der Beginn einer Militärkarriere in Russland wurde, die ihn bis in den Generalsrang führte. Wenige Tage danach brach er auf, um seiner Mutter zu folgen, die er aber in „Achyllée“ nicht mehr antraf, da sie sich wenige Tage zuvor wegen eines Fiebers nach Cherson hatte bringen lassen, wo sie am 10. Mai 1805 im Alter von 48 Jahren und 3 Monaten starb. Als ihr Sohn ihr Krankenbett erreichte, war sie bereits tot.
« Ainsi se termina » schrieb er in seinen Erinnerungen, « la vie de cette femme si intéressante et si malheureuse ; elle possédait tout ce qui peut contribuer au bonheur terrestre: belle, spirituelle, aimable et riche, mariée à dix-huit ans à un homme qui lui donnait ses entrées à la Cour ; la Révolution l'avait précipitée des grandeurs dans un abîme de malheurs, de souffrance et de misère.» – „So endete das Leben dieser so interessanten und so unglücklichen Frau; sie besaß alles, was zum irdischen Glück beitragen kann: Sie war schön, gebildet, liebenswürdig und reich, wurde mit achtzehn Jahren mit einem Mann verheiratet, der ihr Zugang zum Hof verschaffte; die Revolution stürzte sie aus den Höhen in einen Abgrund des Unglücks, des Leidens und des Elends.“